# 드림FM 가요퍼레이드
드림FM 가요퍼레이드는 TBC Dream FM에서 진행하는 대구·경북 전지역에 송출되는 아침 트로트 전문 라디오 프로그램이다. 진행자는 TBC 아나운서 신상윤이며, 방송시간은 화요일 ~ 토요일 밤 12시부터 1시까지다. 2020년 5월 2일 자로 10년만에 폐지되었다.

## 프로그램 개요
- 하루 일과를 마무리 하며 음악과 함께하는 시간

| TBC Dream FM      |                          |                |
| 이전              | 우원재의 뮤직하이 3, 4부 | 다음           |
| 장진영의 해피드림 | 우원재의 뮤직하이 3, 4부 | 애프터 클럽    |
| 밤 11:00 ~ 12:00  | 밤 12:00 ~ 1:00          | 밤 1:00 ~ 3:00 |
|                   |                          |                |